# Geomyphilus coronadoi
Geomyphilus coronadoi är en skalbaggsart som beskrevs av Islas 1955. Geomyphilus coronadoi ingår i släktet Geomyphilus och familjen Aphodiidae. Inga underarter finns listade i Catalogue of Life.